# 圣皮埃尔 (留尼汪)
圣皮埃尔（法語：Saint-Pierre，法語發音：[sɛ̃ pjɛʁ] ⓘ），法国海外省留尼汪的一个市镇，同时也是该省的一个副省会，下辖圣皮埃尔区，其市镇面积为95.99平方公里，2022年1月1日时人口数量为85,254人，是该省人口第三多的市镇，在法国城市中排名第56位。
圣皮埃尔位于留尼汪南部，是一个区域性的中心城市，设有高等学校、中心医院、港口和国际机场，可通过联程航班连接法国本土。此外，圣皮埃尔也是法属南部和南极领地的行政办公驻地。

## 地名来源
“圣皮埃尔”一名来源于天主教使徒彼得，此处由法国殖民者于18世纪命名。

## 历史

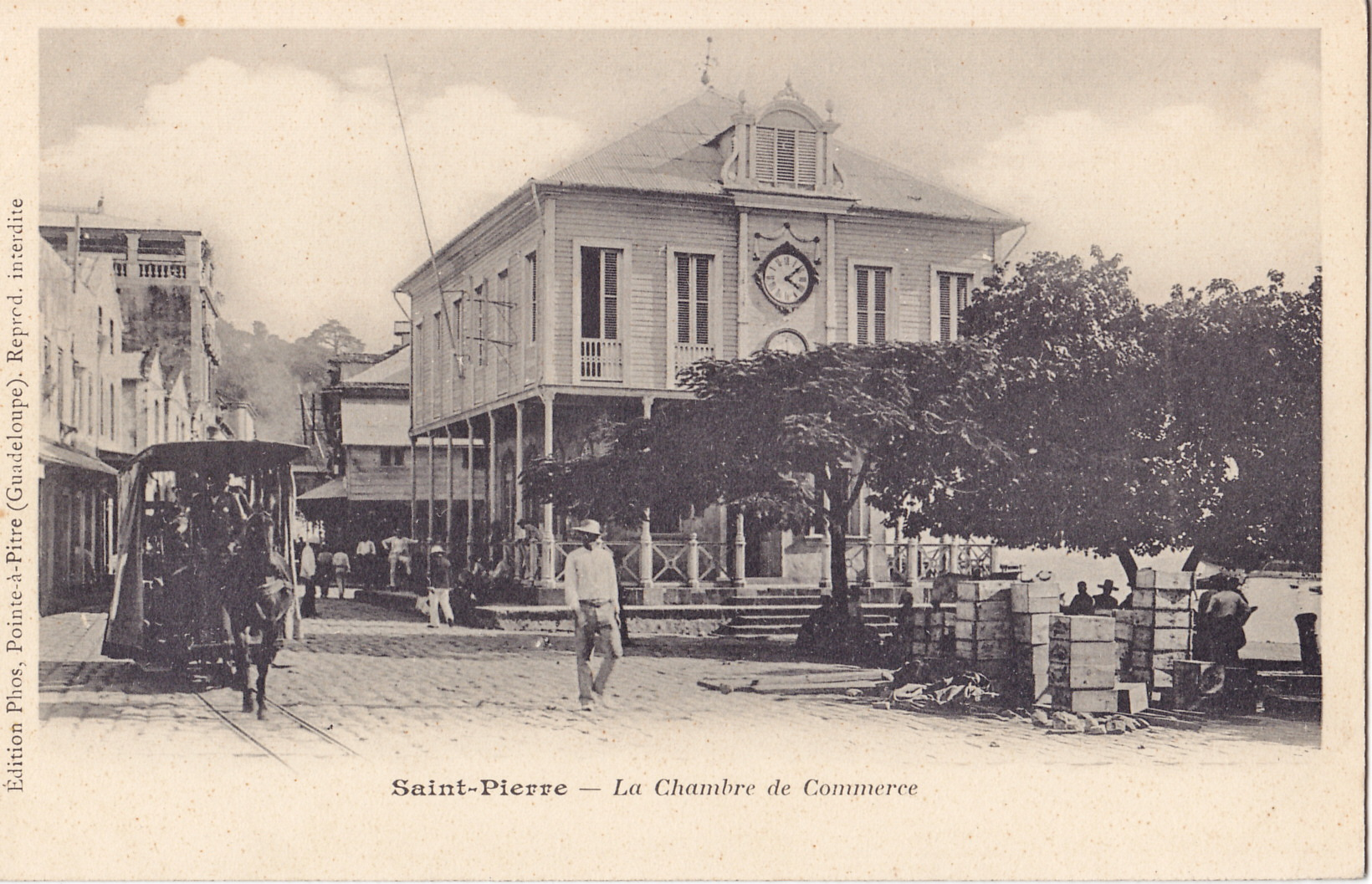
20世纪初的圣皮埃尔

圣皮埃尔所处的留尼汪岛于16世纪末被发现，成为印度之路上的一个中途岛，1663年，留尼汪成为法兰西王国领土，并被命名为“波旁岛”。1671年，圣皮埃尔附近的“格朗布瓦”（Grand Bois）街区首次被提及，1732年，圣皮埃尔建成了一处天主教堂，其附近逐渐形成聚落。法国大革命后，波旁岛更名为“留尼汪岛”，圣皮埃尔成为留尼汪省的一个市镇。1882年，一条连接圣皮埃尔和圣但尼之间的铁路建成通车，同时圣皮埃尔附近的海湾也被开辟成为重要的商业港口。1965年，圣皮埃尔被设为留尼汪的一个副省会以及法属南部和南极领地的行政办公驻地，当地人口数量快速增加，1998年，聖皮埃爾機場建成投入运营。

## 地理

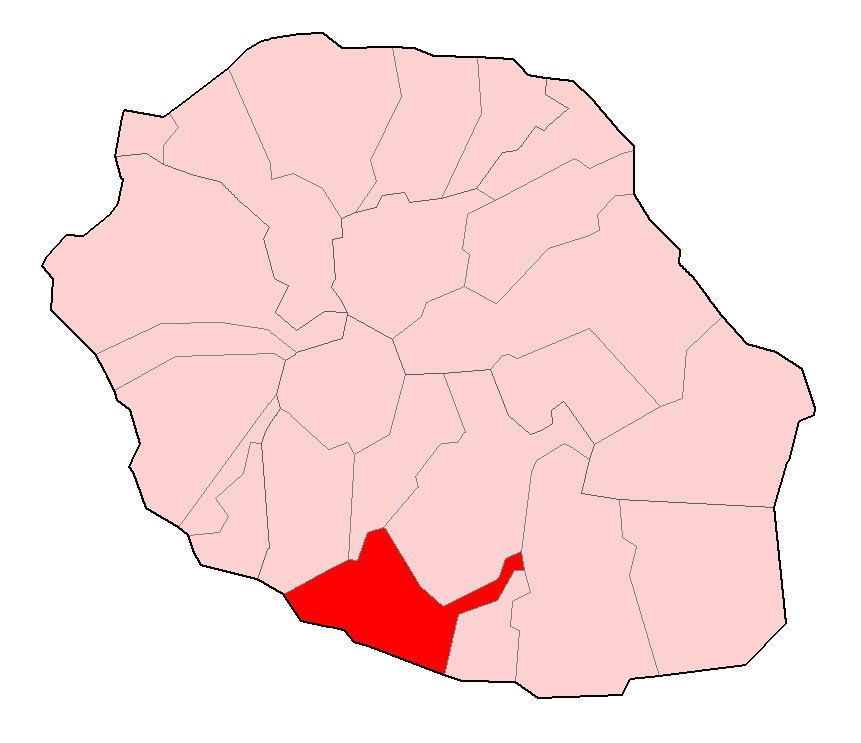
圣皮埃尔在留尼汪的位置

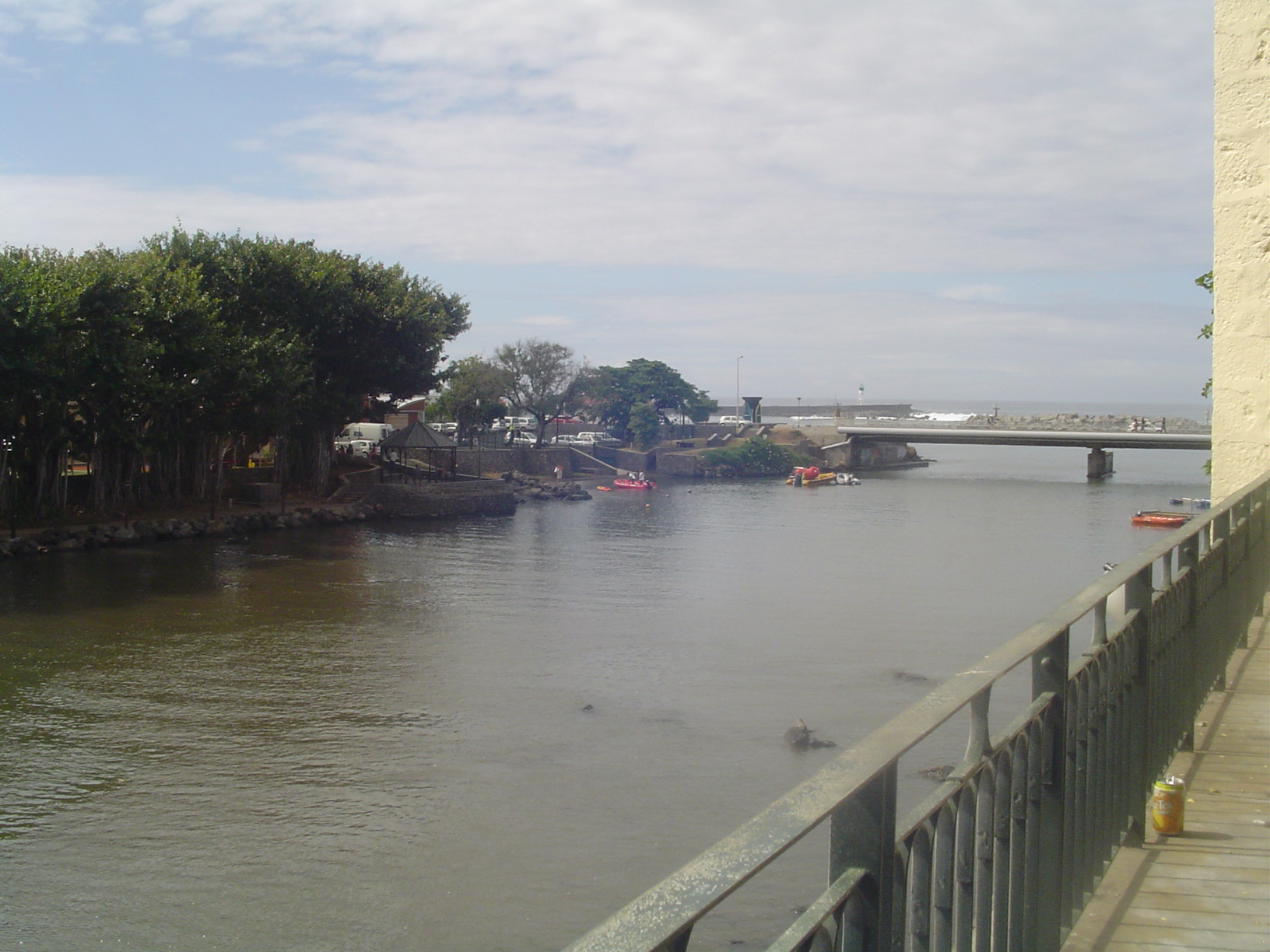
阿博尔河

圣皮埃尔位于留尼汪南部，距离省会圣但尼大约78公里。与圣皮埃尔接壤的市镇包括：昂特尔德、珀蒂特伊勒、圣约瑟夫、圣路易、勒唐蓬。

### 地形
圣皮埃尔位于留尼汪岛南部的一处河流入海口附近，市镇中心地势较为平坦，市区北部则为地形复杂的山脉，全境海拔在0到1,642米之间。

### 水文
阿博尔河自北向南流经境内并在此注入印度洋，圣皮埃尔老城被阿博尔河一分为二，其左岸和右岸分别为“圣城”和“市中心”。

### 植被
圣皮埃尔属于热带常绿林区，林地主要分布于阿博尔河两岸。
在鲜花城市的评比中，圣皮埃尔被评为2星级鲜花城市。

### 气候
圣皮埃尔在柯本气候分类法中属于熱帶乾濕季氣候，其中1至4月为湿季，9至11月为干季。
圣皮埃尔境内设有气象站，以下为该气象站的数据：
| 圣皮埃尔1981年－2019年 | 圣皮埃尔1981年－2019年 | 圣皮埃尔1981年－2019年 | 圣皮埃尔1981年－2019年 | 圣皮埃尔1981年－2019年 | 圣皮埃尔1981年－2019年 | 圣皮埃尔1981年－2019年 | 圣皮埃尔1981年－2019年 | 圣皮埃尔1981年－2019年 | 圣皮埃尔1981年－2019年 | 圣皮埃尔1981年－2019年 | 圣皮埃尔1981年－2019年 | 圣皮埃尔1981年－2019年 | 圣皮埃尔1981年－2019年 |
| 月份                   | 1月                    | 2月                    | 3月                    | 4月                    | 5月                    | 6月                    | 7月                    | 8月                    | 9月                    | 10月                   | 11月                   | 12月                   | 全年                   |
| ---------------------- | ---------------------- | ---------------------- | ---------------------- | ---------------------- | ---------------------- | ---------------------- | ---------------------- | ---------------------- | ---------------------- | ---------------------- | ---------------------- | ---------------------- | ---------------------- |
| 历史最高温 °C（°F）    | 34.7 (94.5)            | 35.3 (95.5)            | 34.5 (94.1)            | 32.8 (91.0)            | 31.9 (89.4)            | 31 (88)                | 31.3 (88.3)            | 29.3 (84.7)            | 30.6 (87.1)            | 31.9 (89.4)            | 33.2 (91.8)            | 35 (95)                | 35.3 (95.5)            |
| 平均高温 °C（°F）      | 30.5 (86.9)            | 30.3 (86.5)            | 29.8 (85.6)            | 28.7 (83.7)            | 26.9 (80.4)            | 25.2 (77.4)            | 24.3 (75.7)            | 24.6 (76.3)            | 25.4 (77.7)            | 26.8 (80.2)            | 28.2 (82.8)            | 29.6 (85.3)            | 27.5 (81.5)            |
| 日均气温 °C（°F）      | 26.2 (79.2)            | 26.2 (79.2)            | 25.6 (78.1)            | 24.5 (76.1)            | 22.7 (72.9)            | 21 (70)                | 20 (68)                | 20.1 (68.2)            | 20.9 (69.6)            | 22.1 (71.8)            | 23.5 (74.3)            | 25.2 (77.4)            | 23.2 (73.8)            |
| 平均低温 °C（°F）      | 21.9 (71.4)            | 22.1 (71.8)            | 21.4 (70.5)            | 20.3 (68.5)            | 18.5 (65.3)            | 16.8 (62.2)            | 15.7 (60.3)            | 15.7 (60.3)            | 16.4 (61.5)            | 17.5 (63.5)            | 18.9 (66.0)            | 20.8 (69.4)            | 18.8 (65.8)            |
| 历史最低温 °C（°F）    | 17.1 (62.8)            | 18 (64)                | 17.3 (63.1)            | 15.5 (59.9)            | 14.9 (58.8)            | 13.4 (56.1)            | 12 (54)                | 12.2 (54.0)            | 12.1 (53.8)            | 13 (55)                | 15 (59)                | 15.5 (59.9)            | 12 (54)                |
| 平均降水量 mm（）      | 118.8 (4.68)           | 155.1 (6.11)           | 127.5 (5.02)           | 104.8 (4.13)           | 71.5 (2.81)            | 69.2 (2.72)            | 72.1 (2.84)            | 47.1 (1.85)            | 38.8 (1.53)            | 29.5 (1.16)            | 35.9 (1.41)            | 69.8 (2.75)            | 940.1 (37.01)          |
| 月均日照時數           | 240.8                  | 199                    | 219.6                  | 208.3                  | 220.8                  | 213.9                  | 235.5                  | 241.9                  | 229.2                  | 240.9                  | 255.2                  | 232.4                  | 2,737.5                |
| 来源：infoclimat.fr    |                        |                        |                        |                        |                        |                        |                        |                        |                        |                        |                        |                        |                        |

## 行政区划
圣皮埃尔是法国海外省留尼汪的一个市镇，编号为97416，它也是留尼汪的一个副省会。圣皮埃尔下辖圣皮埃尔区，隶属于留尼汪省第四选区以及圣皮埃尔第一县、第二县和第三县，同时也是此三县的中央投票站所在地和互助城市市际城市圈公共社区的办公驻地。
法国国家统计与经济研究所（简称）在进行数据统计时，将圣皮埃尔以及其附近的另外2个市镇设为圣皮埃尔城市核心区，并将包括核心区在内的共计4个市镇设为圣皮埃尔城市区。自2020年起，圣皮埃尔城市区被包含5个市镇的圣皮埃尔-勒唐蓬城市辐射区代替。此外，还将圣皮埃尔市镇分为了31个“块区”（IRIS），以便于统计人口分布情况。

## 交通

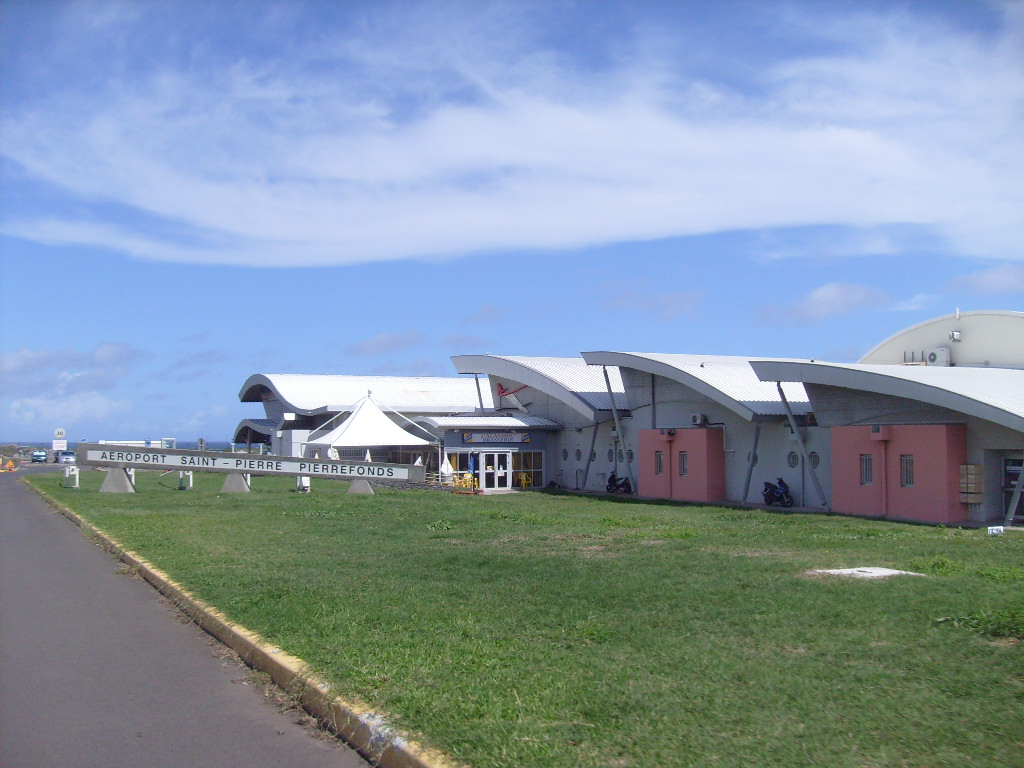
聖皮埃爾機場

### 公路
留尼汪地方国道N1、N2、N3线以及省道D29线、D38线在圣皮埃尔境内交汇。留尼汪城际客运（商业名称为“Carjaune”）提供多条连接圣皮埃尔的巴士线路，可前往圣但尼、圣保罗、圣伯努瓦等地。
2017年，65.3%的圣皮埃尔家庭拥有至少一辆私人汽车。2019年，圣皮埃尔境内共发生各类交通事故194起，造成4人遇难，253人受伤。

### 铁路
圣皮埃尔位于留尼汪铁路的最南端，该铁路已于1976年关闭并废弃。

### 航空
聖皮埃爾機場，全名为“圣皮埃尔皮埃尔丰机场”（Aéroport de Saint-Pierre Pierrefonds），位于圣皮埃尔市区西侧，该机场开行前往毛里求斯的航班，并可由此联程中转前往法国本土。

### 城市公共交通
圣皮埃尔城市公共交通（商业名称为）是当地的城市公共交通系统。截至2021年4月，该系统共包括50条公交线路，路网覆盖了圣皮埃尔市区内及周边多个市镇的主要街道和居民区。

## 政治
圣皮埃尔的现任市长为米歇尔·方丹先生，他是共和党的一名成员，在2020年的市政选举中获得了57.02%的支持率。
在2017年的法国总统大选中，法国第25任总统埃马纽埃尔·马克龙在圣皮埃尔获得了64.45%的支持率。
| 圣皮埃尔历届市长 |                                             |                                            |
| 任期             | 市长                                        | 党派                                       |
| 1945年－1953年   | Fernand Colardeau 费尔南·科拉尔多           | PCF法国共产党                              |
| 1953年－1966年   | Pierre-Raymond Hoarau 皮埃尔-雷蒙·奥阿罗    | UNR新共和国联盟                            |
| 1966年－1983年   | Paul-Alfred Isautier 保罗-阿尔弗雷德·伊索捷 | RI独立激进党 →UDF法国民主联盟              |
| 1983年－2001年   | Élie Hoarau 埃利·奥阿罗                     | PCR留尼汪共产党                            |

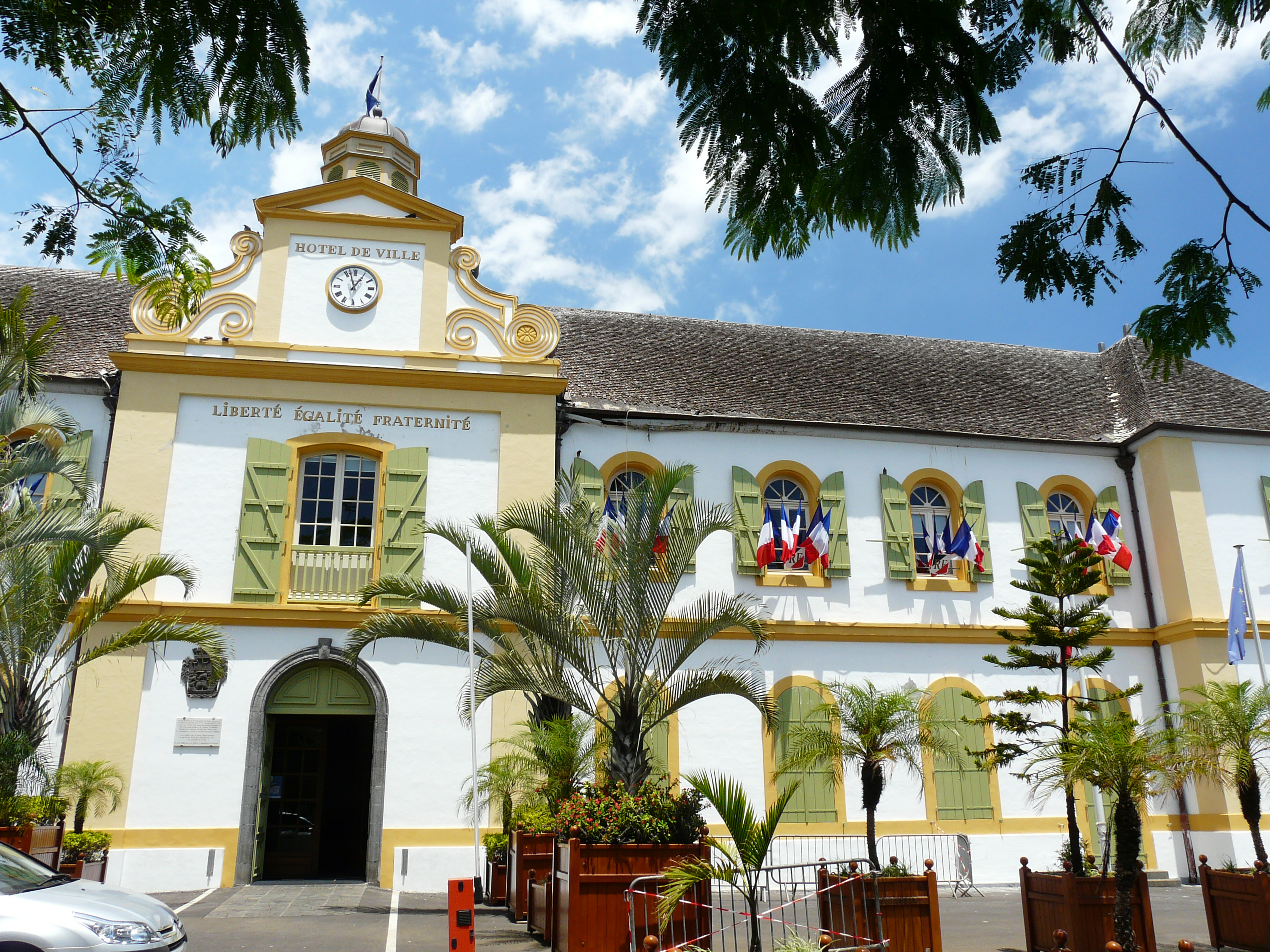
圣皮埃尔市政厅

| 2001年－         | Michel Fontaine 米歇尔·方丹                 | RPR保衛共和聯盟 →UMP人民运动联盟 →LR共和黨 |

## 人口

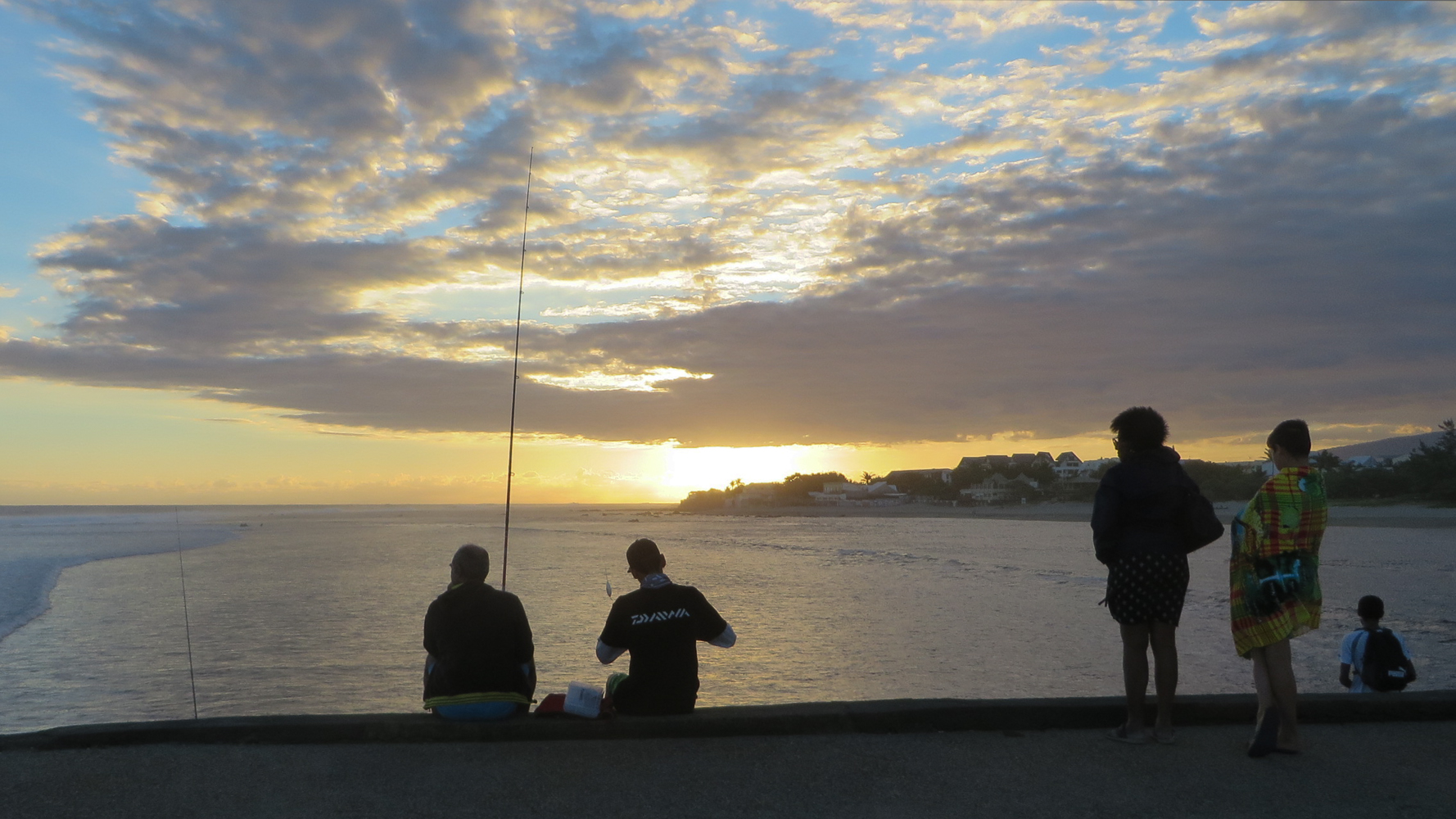
留尼旺島，西南側聖皮耶海灘的日落。

2018年，圣皮埃尔市镇人口数量为84,961，在法国排名第56位。其中男性40,416人，女性43,796人，75岁及以上人口占3.9%，外籍人口数量为25,989人，人口密度为885人/平方公里，当地居民被称为（男性）或（女性）。2019年，圣皮埃尔境内出生1,252人，死亡人口523人。
| 年份   | 1961   | 1967   | 1974   | 1982   | 1990   | 1999   | 2006   | 2011   | 2016   | 2018   |
| ------ | ------ | ------ | ------ | ------ | ------ | ------ | ------ | ------ | ------ | ------ |
| 人口數 | 33,947 | 40,355 | 46,060 | 50,082 | 58,846 | 68,915 | 74,480 | 80,356 | 84,169 | 84,961 |

## 经济
圣皮埃尔是留尼汪南部的中心城市，截至2021年4月，当地共有各类用人单位12,836家，平均历史为14年，其中98.54%为中小型企业（PME）。（烟草生产）、（烟草销售）及（食品销售）是当地2019年营业额最高的三个企业，分别为118,768,191欧元、82,170,019欧元和42,515,233欧元。

## 财政收入
2019年，圣皮埃尔的财政收入总额为128,431,000欧元，财政支出总额为120,574,000欧元，当年的债务总额为88,693,900欧元。2020年，圣皮埃尔共获得17,392,875欧元的国家财政补助，比上一年增加了0.05%。
2017年，圣皮埃尔的人均月收入总额为1,946欧元，其中高级职员为3,716欧元，低于法国平均水平（4,214欧元）；中级职员为2,317欧元，低于法国平均水平（2,353欧元）；普通职员为1,647欧元，亦低于法国平均水平（1,690欧元）。
2017年，圣皮埃尔境内的青壮年（15至64岁）失业率为35.2%，当地30.1%的家庭拥有纳税资格，平均纳税3,188欧元，低于法国平均水平（3,888欧元）。

## 社会事务

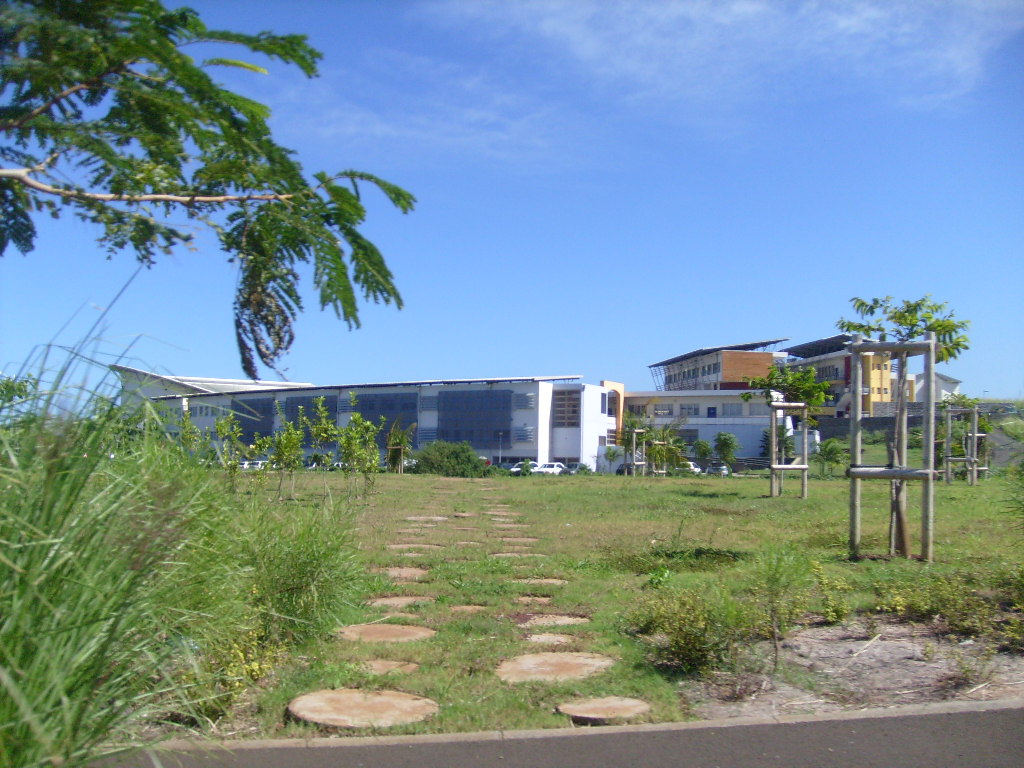
圣皮埃尔大学技术学院

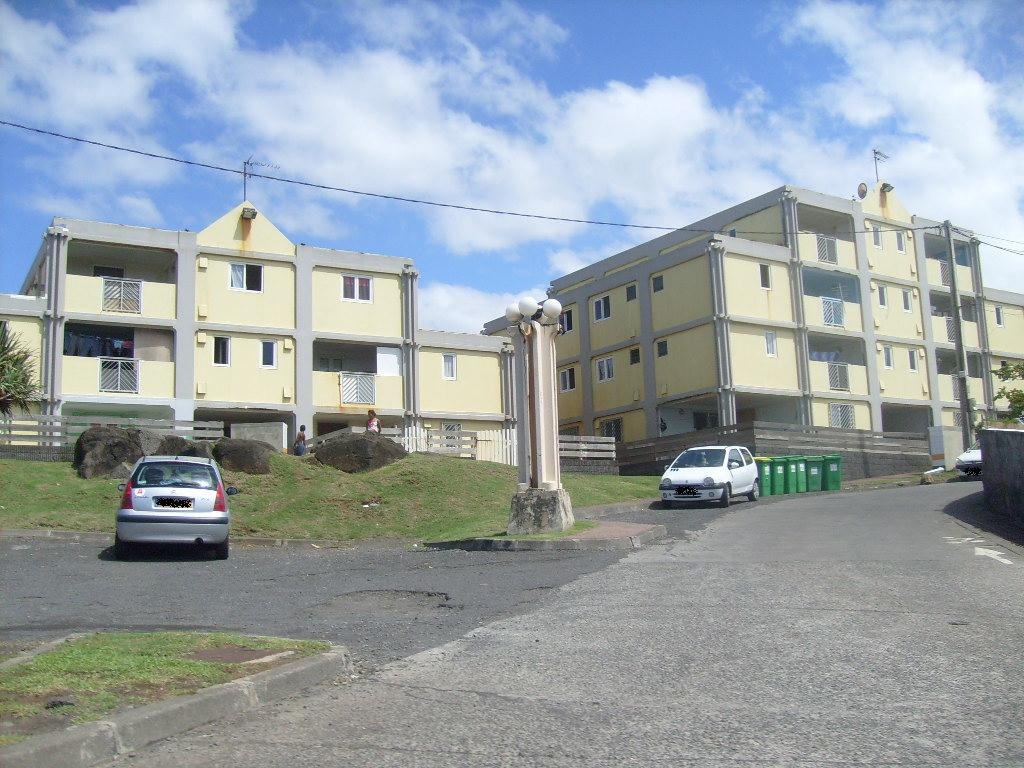
居民建筑

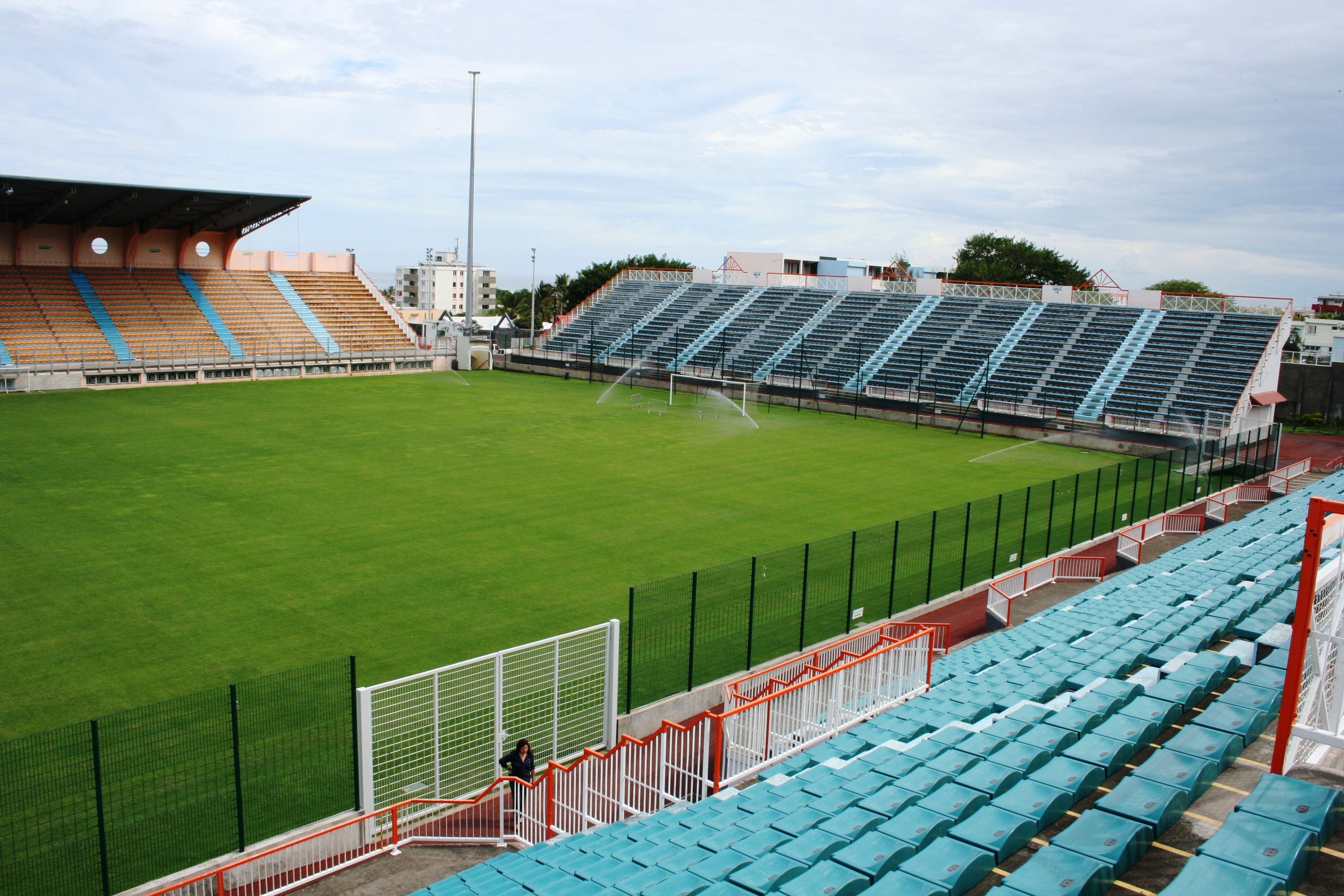
米歇尔·沃尔奈球场

### 教育
圣皮埃尔属于留尼汪学区。截止2019年1月1日，圣皮埃尔境内共有15所幼儿园、31所小学、10所初级中学、3所普通高中、1所农业高中和1所职业高中。2018至2019学年度，圣皮埃尔境内共有在校中等教育阶段学生9,035名。
在高等教育方面，留尼汪大学下属的圣皮埃尔大学技术学院，开设7个职业本科和7个应用技术专业。

### 医疗
截止2019年1月1日，圣皮埃尔境内共有全科医生108名、保健师277名、牙医61名、护士251名、耳科医生3名、眼科医生8名、皮肤科医生3名、助产士16名、儿科医生4名和妇科医生7名。境内共有药房27家、养老院4家、残疾人帮扶中心11家。
圣皮埃尔是“南留尼汪大学中心医院”（Centre Hospitalier Universitaire Sud Réunion）的服务范围，后者是法国的一个区域性医疗机构，其主病区位于圣皮埃尔市区，共设有床位1,303个，是当地规模最大的公立综合性医院。

### 住房
2017年，圣皮埃尔境内共有各类住房36,506套，其中66.2%为独立式居民区，33.1%为集中式居民区。常住房屋占圣皮埃尔市镇范围内居民建筑总量的90.2%。
在住房保障政策方面，2017年，圣皮埃尔境内共有11,995户家庭获得了住房经济补助，受益人数占总人口数量的14.2%，其中10,759份为房租补助。

### 商业
2019年，圣皮埃尔境内共有各类实体商铺2,672家，其中餐厅564家、大型超市27家、杂货店77家、面包房78家、肉铺32家、书店17家、装饰品店49家、银行门店22家、美容美发店142家、汽车维修店174家。市区西北部建有大型开放式商业街区，建有家乐福及迪卡侬超市。

### 体育
2019年，圣皮埃尔境内共有4家游泳池、5间体育馆、5座综合体育场、21处网球场、1处马术场、26处足球或橄榄球场、7处篮球或排球场，最近的高尔夫球场位于埃唐萨莱境内。
截至2021年4月，圣皮埃尔境内共有26家注册足球俱乐部，其中圣皮埃尔青年体育俱乐部是当地的代表性足球队，成立于1950年，2020至2021赛季参加留尼汪足球联赛，并已获得21次该项目的冠军，其主场米歇尔·沃尔奈球场可容纳超过8,000名观众，是当地规模最大的体育设施。

### 环境
圣皮埃尔的环境事务由其所属的公共社区负责。2019年，圣皮埃尔境内共有3家污染企业。

### 治安
2019年，圣皮埃尔市镇范围内共有2处派出所。
2014年，圣皮埃尔及附近地区共发生各类案件3,894起，其中盗窃类案件2,299起，经济类案件216起，毒品交易类案件90起。

## 文化
2019年，圣皮埃尔境内有1家电影院。圣皮埃尔市政府提供多媒体中心，向公众全年开放。

### 建筑
圣皮埃尔境内有多处历史及文化建筑，其中圣伯多禄-圣保罗教堂为法国国家文物保护单位，圣皮埃尔大清真寺则是当地的代表性建筑物。

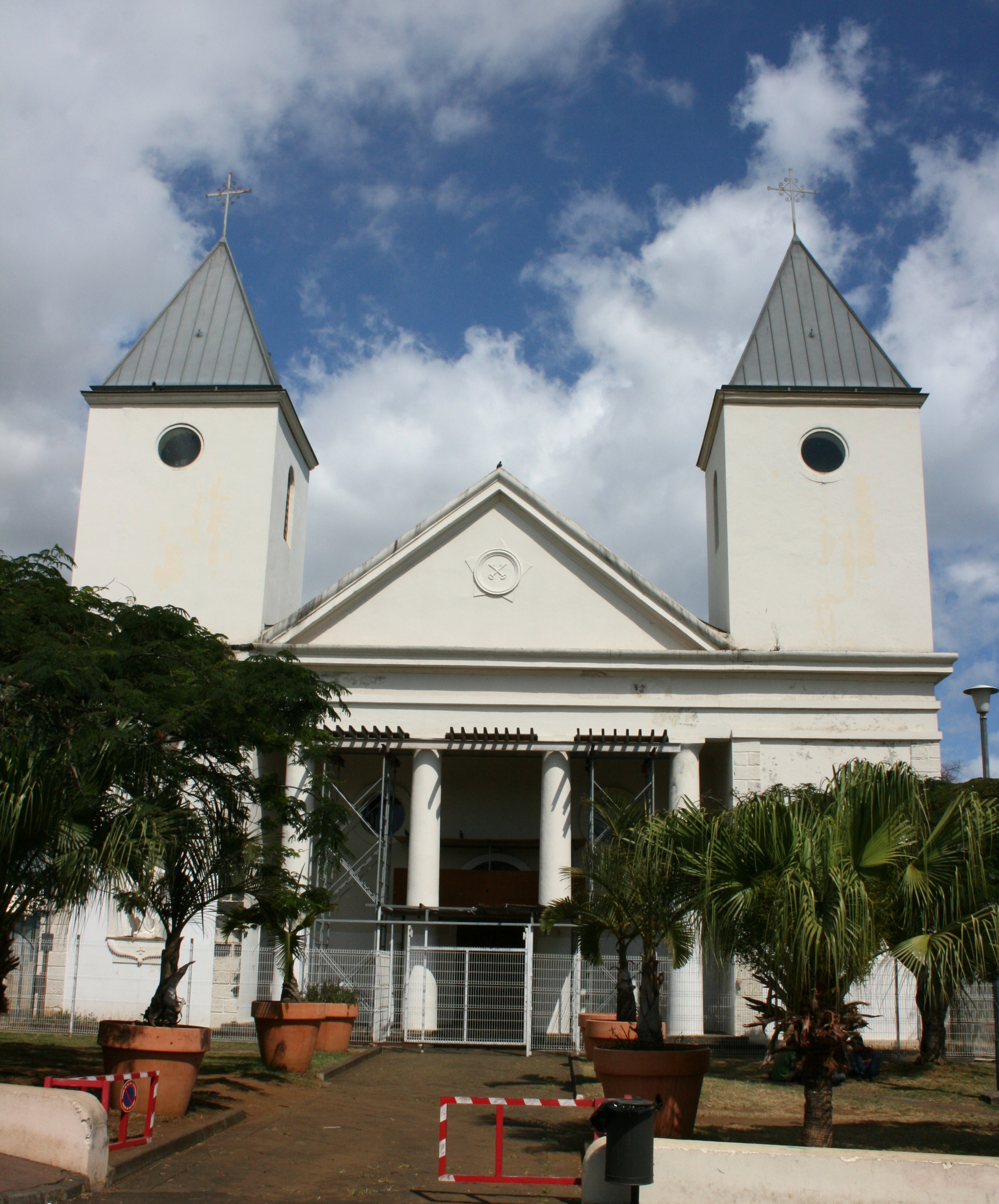
圣伯多禄-圣保罗教堂（法语：Église Saint-Pierre-Saint-Paul de Saint-Pierre）
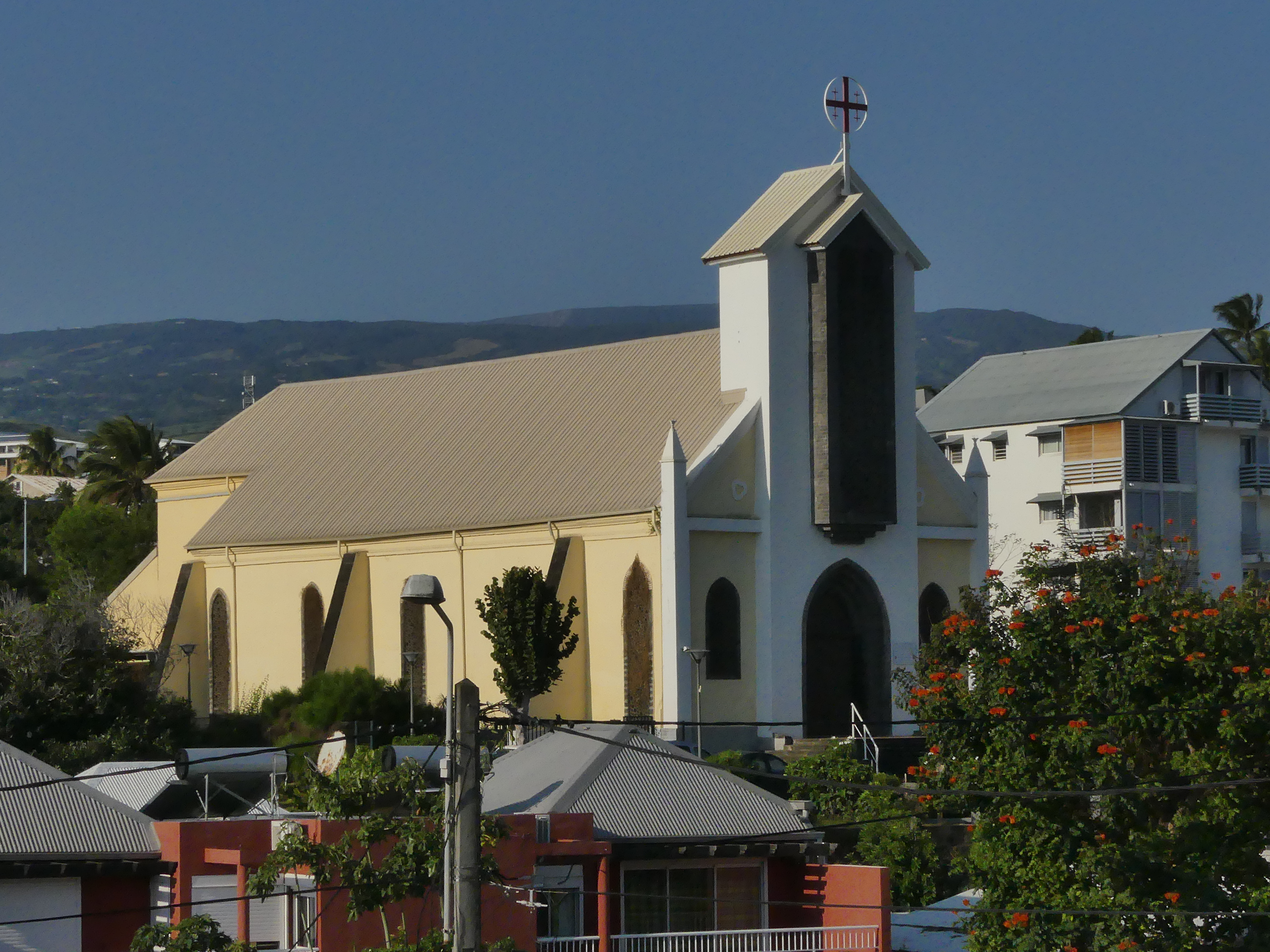
港口圣母教堂
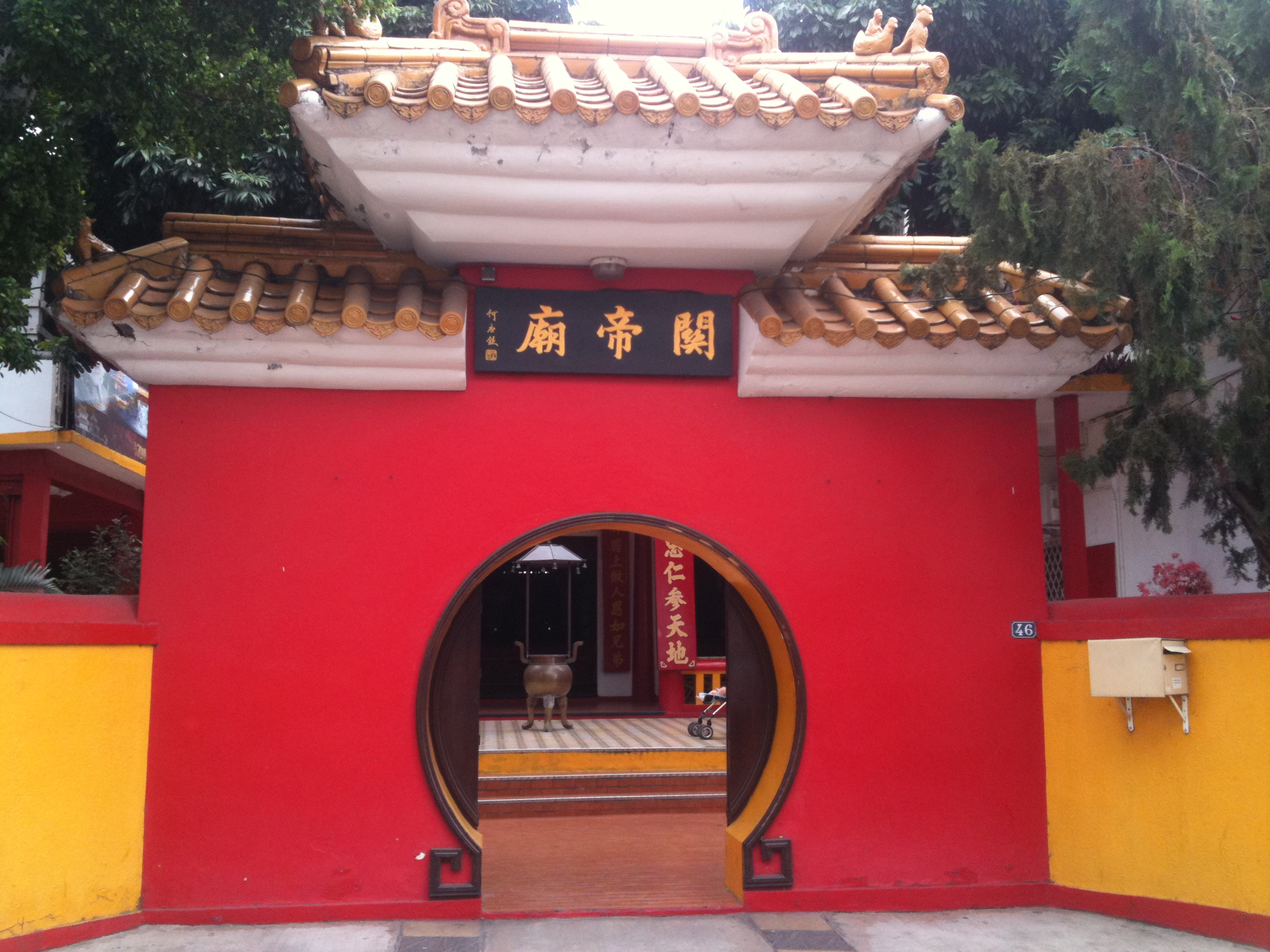
关帝庙
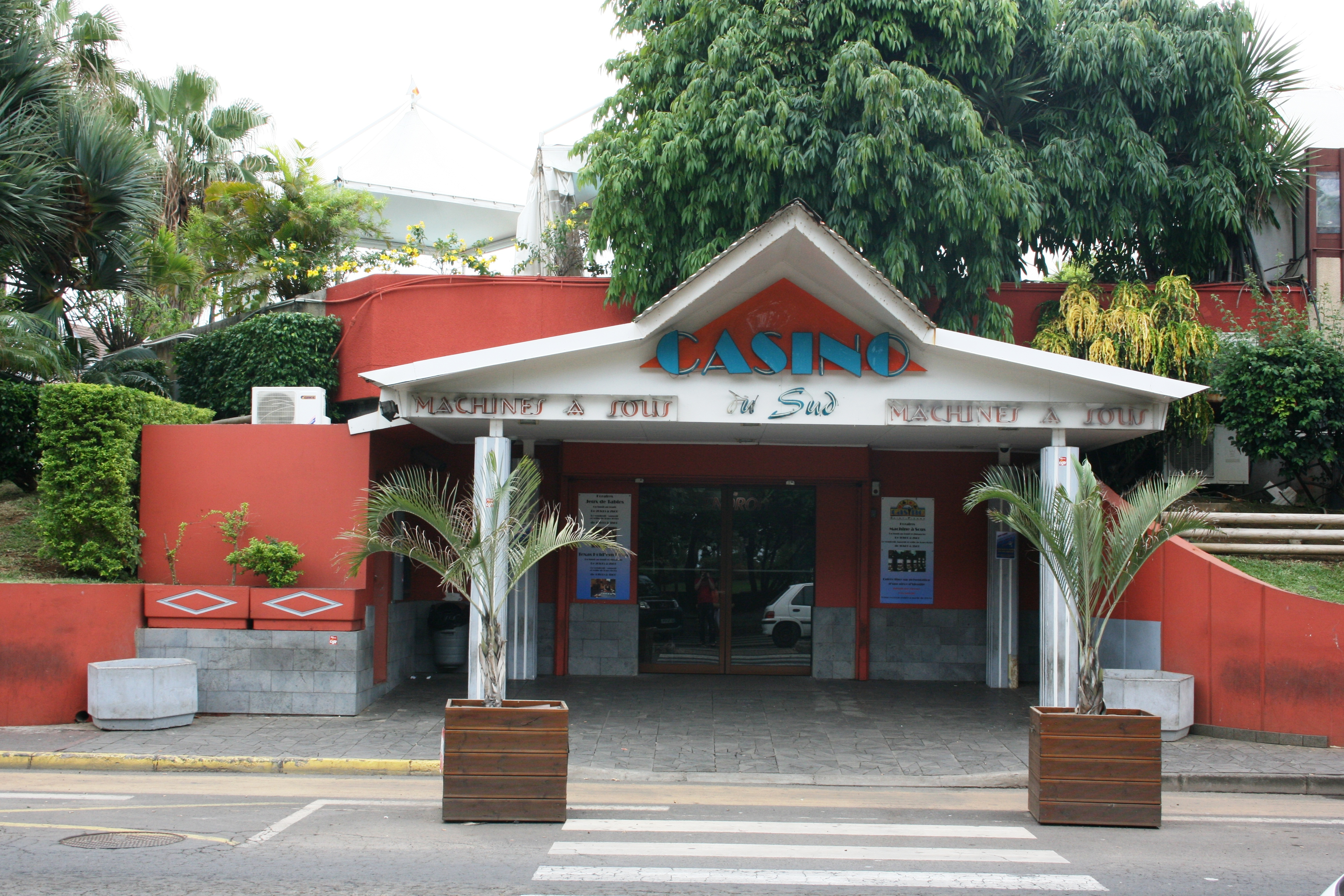
南部赌场
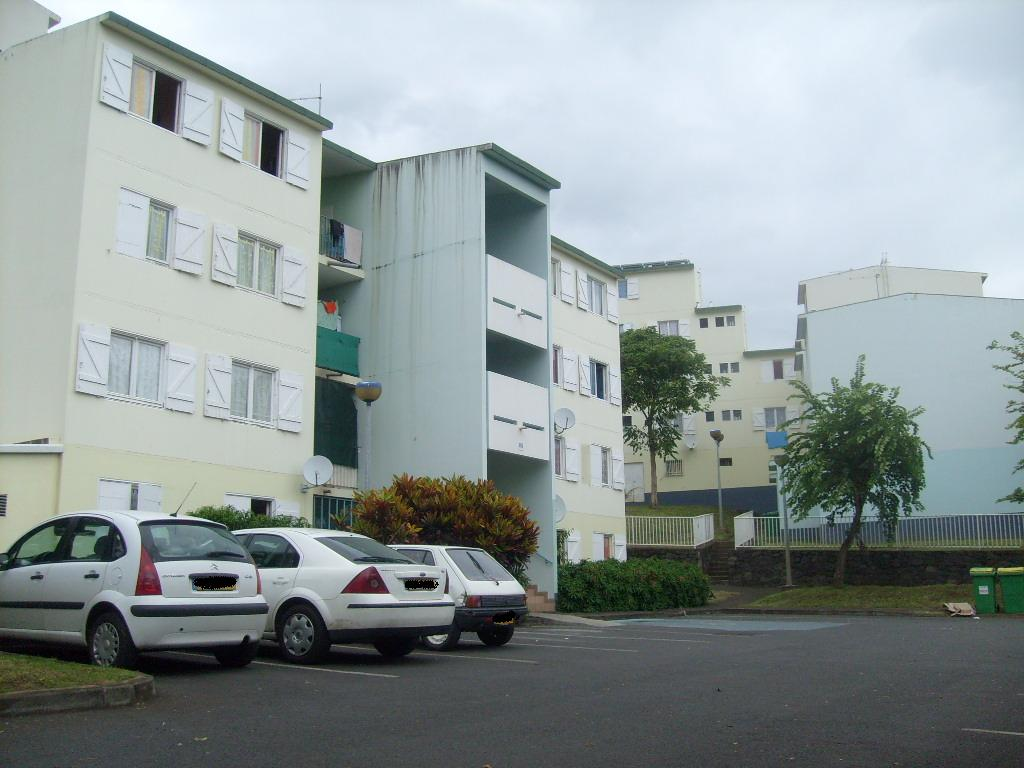
居民建筑

### 旅游
圣皮埃尔的旅游事务由其所属的公共社区负责。2020年，圣皮埃尔境内共有17家宾馆共计370间房间。

### 媒体
圣皮埃尔可接收数十家广播电台的信号。留尼汪地方报刊《伊玛兹报》在圣皮埃尔设有一处发行部。

## 相关人物
法国政治人物迪迪埃·罗贝尔、女演员艾丽斯·波尔、足球运动员迪米特里·帕耶特及托马·方丹出生于圣皮埃尔。

## 友好城市
截至2021年4月，圣皮埃尔暂未建立任何友好城市关系。